# .41 Remington Magnum

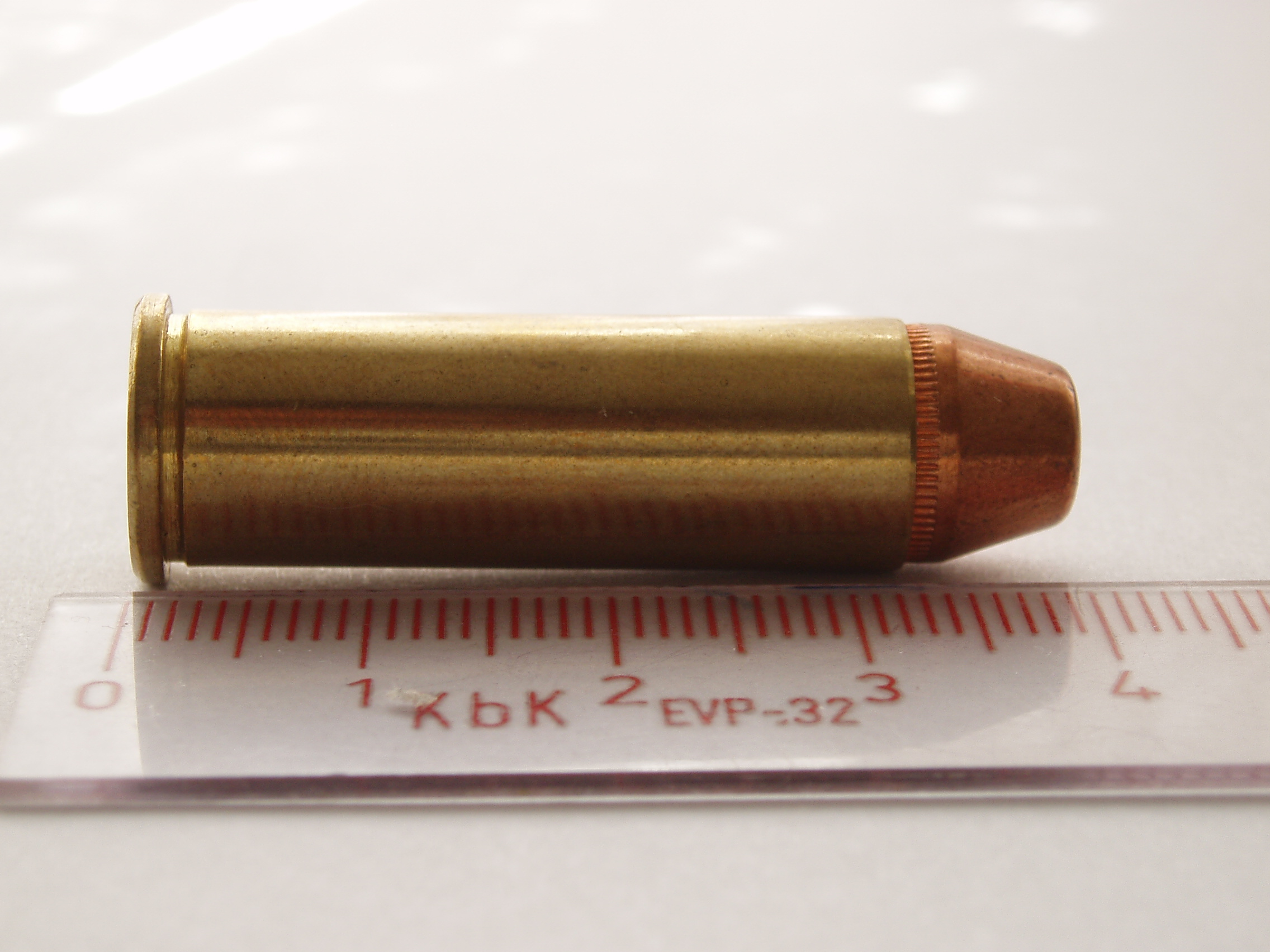
Imagen del cartucho.

El .41 Remington Magnum es un cartucho para revólver estrenado en 1964 por la Smith & Wesson, para su revólver Modelo 57. Con él se pretendía cubrir el hueco entre el .357 Magnum y el .44 Magnum con un calibre intermedio entre ambos.
El .41 Magnum nunca ha sido demasiado popular. Esto es así porque para la defensa personal, con un .357 Magnum es más que suficiente, mientras que para la caza mayor, se queda corto en comparación con el .44 Magnum. A medio camino entre los dos, no compite con ninguno en sus respectivas parcelas. Yéndose al limbo de la tierra de nadie.
Sin embargo, para personas que por algún motivo deseen un calibre muy potente, pero no consideren manejable el .44 Magnum, es una buena opción.

## Prestaciones
Con 210 gramos de peso, es capaz de desarrollar una velocidad de 400 m/s y 1000 Julios.
- Datos: Q4545348
- Multimedia: .41 Remington Magnum / Q4545348